# Perdita bequaertiana
Perdita bequaertiana är en biart som beskrevs av Cockerell 1951. Perdita bequaertiana ingår i släktet Perdita och familjen grävbin. Inga underarter finns listade i Catalogue of Life.